# كأس الكؤوس الإفريقية 1992
كأس الكؤوس الأفريقية 1992 هو الموسم 18 من كأس الكؤوس الأفريقية. أشرف على تنظيمه الاتحاد الأفريقي لكرة القدم، وكان عدد الأندية المشاركة فيه 38، وفاز فيه أفريكا سبورتس.